# Murabaráti
Murabaráti (korábban Bratoncz, szlovénül: Bratonci, németül: Neuhof) falu Szlovéniában, a Muravidéken. Közigazgatásilag Belatinchez tartozik.

## Fekvése
Muraszombattól 6 km-re délkeletre, Belatinctől 2 km-re északnyugatra a Mura völgyében a Csernec-patak forrásvidékén fekszik.

## Története
A régészeti leletek tanúsága szerint területén már az ókorban éltek emberek. Ezt bizonyítják az itt talált római kori halomsírok és római út maradványai.
A település első írásos említése 1389-ből való "Brathonych" néven, ekkor Nemti (ma Lenti) várának része volt. 1411-ben "Poss. Brabhanich", 1428-ban "Brathonych", 1524-ben "Brathonyncz" alakban szerepel a korabeli forrásokban.
A 15.-17. században a belatinci uradalom része volt, az alsólendvai Bánffy család birtoka volt. A Bánffyakat a Csákyak követték, akik alig egy évszázadig voltak a falu birtokosai, végül a 19. században a Gyika család kezében volt az uradalom.
Vályi András szerint " BRATONICZ. vagy Bratony, Bratjáncz. Tót, és elegyes falu Szala Vármegyében, földes Ura Gróf Csáky Uraság, lakosai katolikusok, fekszik Szelnitzához nem meszsze, mellynek filiája. Határja gazdag, réttyei kövérek, legelője elég, fája is szükségekre elég, eladásra is meglehetős módgya, első Osztálybéli."
Fényes Elek szerint "Bratoncz, vindus-tót falu, Zala vármegyében, 271 katholikus lak. F. u. Gyika. Ut. p. A.-Lendva."
Az 1910. évi népszámlálás szerint 545, túlnyomórészt szlovén lakosa volt. Zala vármegye Alsólendvai járásához tartozott. 1920-ban a trianoni békeszerződés értelmében a Szerb–Horvát–Szlovén Királyság kapta meg. 1941-ben ismét magyar fennhatóság alá került, 1945-ben Jugoszlávia visszakapta. 1991 óta a független Szlovénia része. 2002-ben 705 lakosa volt.

## Nevezetességei
- A Segítő Szűzanya tiszteletére szentelt templomát 1898-ban építették.
- Római kori halomsírok.
- A Szenvedő Krisztus-oszlopot 1724-ben készítették.
- Kühár István síremléke a temetőben, 1932-ben emelték.
- Kulturális emlék az 1882-ben épített Zorko-ház.

## Híres emberek
Itt született 1882. július 29-én és hunyt el 1915. szeptember 24-én  Kühár István író, publicista, etnográfiai gyűjtő.